# Sly 3: Honor Among Thieves
Sly 3: Honor Among Thieves («Слай 3: Почёт среди воров») — это видеоигра, сочетающая в себе элементы платформера и стелс-экшена, созданная Sucker Punch Productions, и изданная Sony Computer Entertainment эксклюзивно для PlayStation 2 в 2005 году. Игра является сиквелом Sly 2: Band of Thieves и третьей игрой в серии Sly Cooper. 9 ноября 2010 года, Sly 3: Honor Among Thieves с улучшенной графикой, поддержкой стереоскопического 3D и контролера PlayStation Move вошла в The Sly Trilogy для PlayStation 3, куда также попали Sly Raccoon и Sly 2: Band of Thieves. 29 ноября 2011 The Sly Trilogy стал доступен для загрузки из PSN.
Главными героями игры, как и в предыдущих частях, являются енот Слай Купер и его компаньоны — черепаха Бентли и бегемот Мюррей, но теперь к банде Слая присоединяются новые участники, которые также участвуют в выполнении заданий и каждый из них имеет уникальный набор способностей. В данной игре герои пытаются проникнуть в хранилище, в которое несколько поколений Куперов складывало ценности.

## Игровой процесс
Игра является платформером с элементами стелс-экшена. Игра включает 6 эпизодов и пролог, каждый из эпизодов, как и в Sly 2: Band of Thieves, представляет собой большой игровой уровень в котором персонажи выполняют различные задания. Наряду со Слаем, Бентли и Мюрреем в игру добавлено 4 новых игровых персонажа. На уровне нет сейфа и бутылок с подсказками, как это было в предыдущих частях, им на замену пришли экспертные миссии, которые отличаются от обычных игровых миссий повышенной сложностью. Система со здоровьем персонажей сходна с системой из предыдущей части. Как и в прошлой части монеты полученные за победу над врагами и разрушение окружения можно тратить на покупку усилений (англ. Gadgets) в воровской сети (англ. ThiefNet), причём усиливать можно только Слая, Бентли и Мюррея. Появилась возможность красть ценные предметы у врагов за Бентли и Мюррея, наряду со Слаем, причём больше не нужно их продавать в воровской сети, а деньги за них начисляют моментально. Система сражения с врагами и их уровень здоровья также перешли из предыдущей части. В миссии теперь может участвовать одновременно несколько персонажей, управление между которыми в нужный момент автоматически переключается. Количество мини-игр возросло по сравнению с предыдущими частями, также они стали более разнообразными, здесь и воздушное сражение на самолётах, и морские сражения на кораблях, и поиск сокровища. В игре присутствует возможность вернуться в любой эпизод и переиграть любую миссию.
В игре появилась возможность играть за новых персонажей: Гуру не умеет атаковать, но может становиться невидимым для врагов, а также контролировать их запрыгнув им на спину; игра за Пенелопу представляет собой управление радиоуправляемой машиной или вертолётом, а также сражение на рапирах с ЛеФуи; Панда Кинг обладает огненными ударами из Sly Raccoon, а также способен запускать во врагов фейерверки; игра за Димитри представляет собой подводные миссии в которых он способен стрелять гарпунами; появилась возможность играть за Кармелиту, которая вооружена электрическим пистолетом.
В игре доступны 4 режима для совместной игры: «Cops and Robbers», «Bi-Plane Duel», «Hackathon», и «Galleon Duel». Эти режимы представляют собой различные соревнования для двух игроков, целью которые является обойти оппонента по количеству заработанных очков.
Также в игру добавлены определённые моменты отображаемые в стереоскопическом 3D, для этого необходимо использовать специальные очки вкладываемые в коробку с игрой. Также имеется возможность играть данные моменты без использования стереоскопического 3D.

## Концепция

### Персонажи
- Слай Купер (англ. Sly Cooper) — енот из клана знаменитых воров. Он пытается проникнуть в сокровищницу клана Куперов . Озвучен Кевином Миллером[англ.].
- Бентли (англ. Bentley the Turtle) — черепаха, мозг банды Слая, эксперт по взрывам и разнообразным электронным устройствам. После событий Sly 2: Band of Thieves утратил возможность ходить, но тем не менее активно участвует в операциях группы. Озвучен Мэттом Олсеном[англ.].
- Мюррей (англ. Murray the Hippo) — мускулистый, но глуповатый бегемот. После событий Sly 2: Band of Thieves становится монахом и решает не применять силу. Озвучен Крисом Мёрфи.
- Кармелита Фокс (англ. Carmelita Fox) — лиса, инспектор Интерпола, как и прежде пытается поймать Слая, периодически помогая ему сама того не осознавая. Озвучена Рут Ливиер[англ.].
- Гуру (англ. The Guru) — коала-шаман из Австралии. Обучал Мюррея, когда тот решил стать монахом. Говорит на своём языке, но при этом его все понимают. Озвучен Терри Роузом.
- Пенелопа (англ. Penelope) — белая мышь из Нидерландов. Эксперт радиоуправляемой техники, с которой Бентли познакомился в сетевом чате. Озвучена Аннетт Тоутонги.
- Панда Кинг (англ. Panda King) — большая панда из Китая, бывший член «The Fiendish Five», который после событий Sly Raccoon стал монахом. Присоединяется к банде Слая за спасение его дочери от принудительной свадьбы. Озвучен Кевином Блэктоном.
- Димитри (англ. Dimitri) — игуана, бывший член банды Кло. Присоединяется к банде Слая за возвращение ему акваланга его деда. Озвучен Дэвидом Скалли[англ.].
- Доктор М (англ. Dr. M) — мандрил, главный антагонист в игре. Доктор М входил в банду отца Слая в той же роли в которой Бентли входит в банду Слая. Доктор М захватил остров на котором располагается сокровищница Куперов и долгое время пытается её вскрыть. В финале игры гибнет от обрушения потолка. Озвучен Риком Меем.

### Сюжет
Игра начинается через год после событий прошлой части с того, что Слай и Бентли, при помощи неназванных помощников пытаются проникнуть в сокровищницу клана Куперов, которую охраняет Доктор М. Слай проникает ко входу в сокровищницу, но Доктор М замечает его и начинает атаковать, Бентли и Слай решают отступить для перегруппировки, но монстр Доктора М ловит Слая. На этом месте Слай начинает рассказывать о событиях предшествующих данной операции. От бывшего коллеги своего отца — МакСвини, Слай узнал о существовании сокровищницы Куперов на острове Кайне и о том, что остров охраняет Доктор М, который превратил остров в крепость и долгое время пытается открыть вход в сокровищницу. Слай решает собрать банду для проникновения на остров.
Первым делом герои решают разыскать Мюррея, который покинул банду Слая после сражения с Клок-Ла. Мюррея группа находит в Венеции, но он покончил с насилием и отказывается возвращаться, до тех пор пока он не выполнит задание своего Гуру и не очистит каналы. Местный криминальный авторитет Октавио загрязняет каналы нефтью, Слай и Бентли пытаются сражаться с ним, а Мюррей остаётся безучастным до тех пор пока Октавио не калечит Бентли, после этого «старый Мюррей» возвращается и побеждает Октавио, которого Кармелита сажает в тюрьму.
Группа отправляется в Юэндуму в Австралии, чтобы разыскать Гуру. Но территория где раньше был Гуру оказывается занята шахтёрами, а сам Гуру оказывается заперт в тюрьме. Группа спасает Гуру, но он отказывается идти с ними пока они не уничтожат Маску Тёмной Земли. Слай уничтожает маску после того как она оказывается надета на Кармелиту. Гуру присоединяется к банде Слая.
Бентли пытаясь найти эксперта радиоуправляемых моделей для операции на острове Кайне, знакомится в чате с Пенелопой — мышью которая живёт в Нидерландах. Пенелопа обещает помочь если банда Слая победит в сражении на самолётах её начальника — Чёрного Барона. Группа отправляется в Киндердейк, где Слай записывается для участия в соревнованиях. Узнав что одну из участвующих команд представляет давний враг Слая — Маггшот, банда решает организовать его встречу с Кармелитой, которая арестовывает его. Также группа подкидывает командам соперников компромат друг на друга, чтобы они сражались друг с другом, а Слая легче было победить. После того как Слай побеждает Чёрного Барона, выясняется, что всё это время Чёрным Бароном была Пенелопа, которая слишком молода чтобы участвовать и поэтому придумала себе образ Чёрного Барона. Она соглашается присоединиться к банде Слая.
Бентли заявляет, что группе нужен подрывник и единственный кто подходит на эту роль — бывший враг Слая, Панда Кинг. После событий Sly Raccoon Панда Кинг стал монахом и соглашается помочь если Купер спасёт Цзин Кинг — дочь Панда Кинга, похищенную генералом Цао. Тем не менее Панда Кинг страдает от раздвоения личности и одна из его личностей хочет сокрушить Слая. Группа спасает Цзин и обставляет всё так, что Кармелита переодевается в Цзин и думает, что Цао — это переодетый Слай, поэтому задерживает его. Панда Кинг в знак благодарности присоединяется к группе.
Димитри связывается с группой и говорит, что за информацию которую он предоставил раньше ему нужна помощь. Акваланг его Деда был украден пиратами и он хочет чтобы Слай вернул Акваланг. Слай переодевается пиратом выясняет, что карта, где закопан сундук с аквалангом, украдена капитаном ЛеФуи. Бентли и Пенелопа крадут карту, а затем Слай угоняет корабль и группа отправляется на поиски акваланга. Когда группа находит акваланг, капитан ЛеФуи берёт Пенелопу в заложники. Для того чтобы вернуть Пенелопу группа с помощью Гуру переманивает на свою сторону огромного осьминога, который расправляется с пиратами ЛеФуи. А самого ЛеФуи в сражении на рапирах побеждает Пенелопа.
Игра возвращается на тот момент с которого Слай начал своё повествование. В этот момент на остров приплывает Кармелита с отрядом интерпола, которая с помощью электрического пистолета побеждает монстра схватившего Слая. Группа уводит Слая в безопасное место, а тем временем пытается вернуть трость Слая, которая является ключом к сокровищнице. Гуру добирается до трости, но её ворует Доктор М и уплывает под воду, где его догоняет Димитри, после чего Доктор М улетает с тростью. Слай приходит в себя, садится в самолёт и бросается за Доктором М. Победив Доктора М в воздухе, Слай хватает трость и летит ко входу в сокровищницу. Пока Слай углубляется в сокровищницу, Мюррей и Бентли обороняют вход от мутантов Доктора М. Доктор М входит в сокровищницу и быстро настигает Слая и вступает с ним в сражение. Появляется Кармелита, которая пытается арестовать Слая и Доктора М. Доктор М стреляет в Кармелиту, но Слай прикрывает её собой и прикидывается, что потерял память. Доктор М умирает из-за обрушения потолка, Слай и Кармелита вместе убегают. Группа находит трость Слая, позволяющую открыть сейф, и записку от Слая. В эпилоге показывают, что Слай живёт вместе с Кармелитой, а Бентли изобретает машину времени.

## Музыка
Саундтрек к игре был написан американским композитором Питером МакКоннеллом. Он также написал музыку к предыдущей части серии Sly 2: Band of Thieves и следующей — Sly Cooper: Thieves in Time. Изданием саундтрека занимались Sucker Punch Productions.
| №                   | Название                                    | Музыка              | Длительность |
| ------------------- | ------------------------------------------- | ------------------- | ------------ |
| 1.                  | «Main Title and Credits»                    | Питер МакКоннелл    | 2:52         |
| 2.                  | «Penelope’s Mighty Sky Chopper»             | Питер МакКоннелл    | 1:37         |
| 3.                  | «China Palace Grounds»                      | Питер МакКоннелл    | 1:41         |
| 4.                  | «Dr. M's Island»                            | Питер МакКоннелл    | 1:52         |
| 5.                  | «Dr. M's Aerial Attack»                     | Питер МакКоннелл    | 1:34         |
| 6.                  | «Bentley and Penelope Suite»                | Питер МакКоннелл    | 3:07         |
| 7.                  | «Murray the Ghost»                          | Питер МакКоннелл    | 1:58         |
| 8.                  | «The Shaman Rides»                          | Питер МакКоннелл    | 1:10         |
| 9.                  | «Sly the Pirate Insults Pete»               | Питер МакКоннелл    | 3:03         |
| 10.                 | «Pirate Fight»                              | Питер МакКоннелл    | 1:53         |
| 11.                 | «The Gauntlet of the Ancestors»             | Питер МакКоннелл    | 2:49         |
| 12.                 | «Bamboo Fight»                              | Питер МакКоннелл    | 1:18         |
| 13.                 | «Feeding the Croc»                          | Питер МакКоннелл    | 1:59         |
| 14.                 | «Lemonade Drinking Contest»                 | Питер МакКоннелл    | 1:22         |
| 15.                 | «Zombies' Army»                             | Питер МакКоннелл    | 0:43         |
| 16.                 | «Carmelita Vs. Muggshot»                    | Питер МакКоннелл    | 1:38         |
| 17.                 | «China Palace Interior»                     | Питер МакКоннелл    | 1:51         |
| 18.                 | «Venice Chase»                              | Питер МакКоннелл    | 1:29         |
| 19.                 | «Hotel Lobby with Muggshot»                 | Питер МакКоннелл    | 1:43         |
| 20.                 | «Fight the Black Baron»                     | Питер МакКоннелл    | 1:42         |
| 21.                 | «Dimitri Underwater»                        | Питер МакКоннелл    | 1:52         |
| 22.                 | «The Great Sea Battle»                      | Питер МакКоннелл    | 1:56         |
| 23.                 | «The Treasure Island»                       | Питер МакКоннелл    | 1:34         |
| 24.                 | «Venice Espionage»                          | Питер МакКоннелл    | 2:08         |
| 25.                 | «Holland Dogfight»                          | Питер МакКоннелл    | 1:10         |
| 26.                 | «Murray Fights the Hybrids»                 | Питер МакКоннелл    | 1:36         |
| 27.                 | «Canada Train Station (From Sly II)»        | Питер МакКоннелл    | 1:48         |
| 28.                 | «Sly's Great Train Robbery (From Sly II)»   | Питер МакКоннелл    | 2:05         |
| 29.                 | «Sly in Paris (Original Theme from Sly II)» | Питер МакКоннелл    | 1:54         |
| Общая длительность: | Общая длительность:                         | Общая длительность: | 53:24        |

## Оценки прессы и продажи
| Сводный рейтинг       | Сводный рейтинг |
| Агрегатор             | Оценка          |
| --------------------- | --------------- |
| GameRankings          | 84,18 %         |
| Metacritic            | 83/100          |
| MobyRank              | 86/100          |
| Иноязычные издания    |                 |
| Издание               | Оценка          |
| 1UP.com               | B+              |
| Edge                  | 7/10            |
| EGM                   | 8,5/10          |
| Eurogamer             | 8,0/10          |
| G4                    | 5/5             |
| Game Informer         | 7,25/10         |
| GamePro               | 4,5/5           |
| GameRevolution        | B               |
| GameSpot              | 8,4/10          |
| GameSpy               | [ 12 ]          |
| GamesRadar+           | [ 13 ]          |
| GameZone              | 9,3/10          |
| IGN                   | 8,1/10          |
| OPM                   | 4,5/5           |
| Play (UK)             | 9,5/10          |
| VideoGamer            | 7/10            |
| Game Vortex           | 98/100          |
| Русскоязычные издания |                 |
| Издание               | Оценка          |
| «Страна игр»          | 7,5/10          |